# Fierski distrikt
Fierski distrikt (albanski: Rrethi i Fierit) je jedan od 36 distrikata u Albaniji, dio Fierskog okruga. Po procjeni iz 2004. ima oko 480.000 stanovnika, a pokriva područje od 850 km². 
Nalazi se na središnjem dijelu Albanske jadranske obale, a sjedište mu je grad Fier. Distrikt se sastoji od sljedećih općina:
- Cakran
- Dërmenas
- Fier
- Frakull
- Kuman
- Kurjan
- Levan
- Libofshë
- Mbrostar
- Patos
- Portëz
- Qendër
- Roskovec
- Ruzhdie
- Strum
- Topojë
- Zharrëz